# Crotalus tigris
Espèce
Statut de conservation UICN

 LC  : Préoccupation mineure
Crotalus tigris ou crotale-tigre est une espèce de serpents de la famille des Viperidae. C'est un serpent venimeux de taille modérée, en moyenne 609 mm − avec un record de 912 mm − pour un poids maximum de 454 g. Il est de couleur grise, lavande, gris-bleuté ou rose tendant sur le rose, orange pâle ou crème sur les côtés, avec de 35 à 52 bandes transversales grises, olive ou brunes, peu distinctes. Il présente une bande sombre sous l'œil rejoignant le cou. La tête est petite, en forme de pelle, et les écailles sont carénées, arrondies, assez grandes sauf sur la tête. Deux grandes écailles surmontent l'œil, qui possède une pupille fendue verticalement.
Il se rencontre sur une bande verticale allant du centre de l'Arizona jusque dans le sud de Sonora au Mexique, et il fréquente de nombreux milieux à tendance désertiques ou semi-secs. Il hiberne en hiver et est actif en journée durant les inter-saisons et durant la nuit au plus chaud de l'été. Ovovivipare, cette espèce se reproduit durant la mousson de fin mai à mi-août et les femelles donnent naissance à 4 à 6 petits vivants, dont elles ne s'occupent pas. C'est un carnivore qui chasse principalement de petits rongeurs mais peut aussi se nourrir de lézards, surtout lorsqu'il est jeune, qu'il chasse généralement à l'affut même s'il peut poursuivre parfois ses proies.

## Description
Ce reptile d'assez petite taille mesure de 460  à   910 mm de long, en moyenne 609 mm, pour un poids maximum de 454 g. Le plus grand spécimen mesuré faisait 912 mm.
Ce serpent a une petite tête en forme de pelle, faisant environ 1/25e de la longueur totale du corps, et c'est celui qui à proportionnellement la plus petite tête de tous les serpents à sonnettes. Les écailles sont grandes, arrondies et moyennement carénées sauf sur la tête où elles sont petites sauf les écailles supraoculaires qui forment comme des sourcils au-dessus des yeux, assez gros et aux pupilles fendues verticalement. Il possède aussi une « sonnette » d'assez grande taille.
Il est de couleur de base gris, lavande, gris-bleuté, rose, tendant sur le rose, orange pâle ou crème sur les côtés. Il a une série de 35 à 52 bandes transversales gris, olive ou brun, qui sont peu séparées de la couleur de fond. Ces bandes sont plus marquées à l'arrière du corps, et plus larges au milieu du corps. La queue présente de 6 à 10 anneaux bien marqués. La tête présente également une bande sombre partant de l'œil et allant vers le cou.

### Diagnose

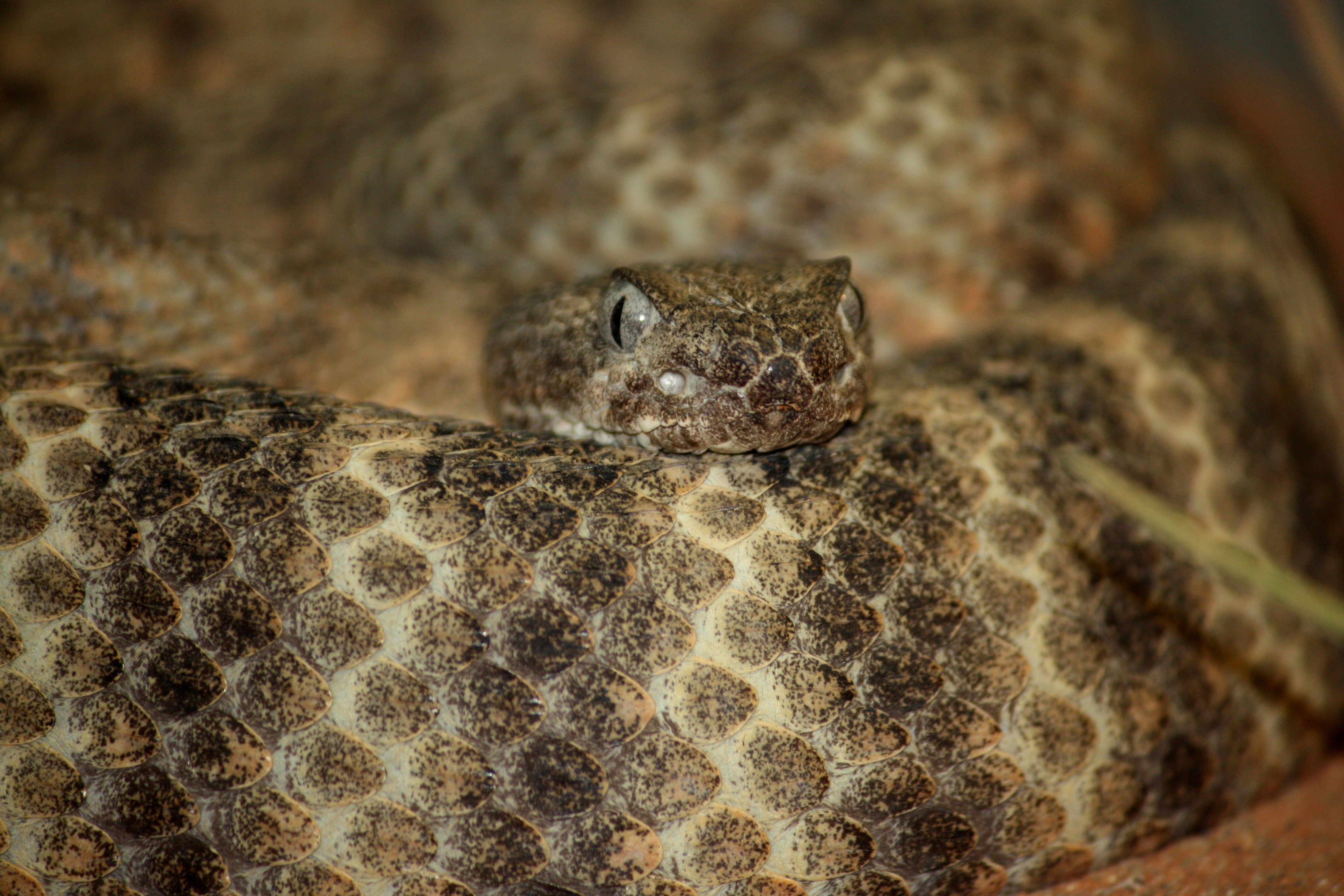
Tête et partie du corps de Crotalus tigris

Il a de 21 à 27 rangées d'écailles sur le dos. Les femelles ont de 164  à   177 écailles ventrales et les mâles de 158  à   172. Les femelles ont de 16  à   21 écailles caudales et les mâles de 23  à   27, ces écailles étant généralement plus grandes que celles des femelles,,.

## Répartition
Cette espèce se rencontre le long d'une bande verticale partant du centre de l'Arizona aux États-Unis jusqu'au sud de l'État de Sonora au Mexique. Elle vit également sur l'île Tiburón dans le golfe de Californie, et une population a été découverte récemment dans le sud des montagnes Peloncillo (en). Elle se rencontre du niveau de la mer jusqu'à 1 465 m d'altitude, et des rapports de présence plus élevée existent sans qu'ils soient confirmés.

## Biologie et mœurs
Crotalus tigris est un serpent nocturne durant les périodes les plus chaudes de l'été (de juin à août) mais qui devient diurne durant l'automne. Il hiberne à la fin de l'automne et durant l'hiver en s'abritant dans des crevasses dans des roches ou dans des terriers. Durant les périodes les plus chaudes il peut même rester inactif.

Même s'il est principalement terrestre c'est également un bon nageur et il peut grimper dans des arbustes, jusqu'à environ 60 cm de haut.
Comme les autres serpents similaires ils possèdent des capteurs leur permettant de détecter la chaleur, localisés de chaque côté du museau, utilisés pour détecter leurs proies et prédateurs à sang chaud.
Il compte principalement sur son camouflage pour échapper aux prédateurs (et ne pas être vu de ses proies). Lorsqu'il est dérangé il secoue sa « sonnette » et peut facilement mordre. Il est considéré comme d'un tempérament agressif.
Il fréquente les milieux rocheux et déserts, les contreforts rocheux, bushs, forêts clairesemées, forêts de chênes,,. Dans l'ouest de l'Arizona il ne fréquente que les zones rocheuses en hiver.

### Nourriture
Ce serpent se nourrit principalement de petits mammifères, généralement des rongeurs, mais il peut également chasser des lézards. Il pratique généralement l'embuscade pour attraper ses proies mais peut aussi pourchasser les petits animaux. Ce sont généralement les juvéniles qui chassent les lézards, les adultes consommant principalement des rongeurs. Leurs crochets à venin sont assez longs et rétractables.
Sa petite tête lui permet de récupérer des proies mordues réfugiées dans des petites crevasses dans les rochers,,.

### Reproduction
Cette espèce est ovovivipare et a une stratégie de reproduction polygynandre, mâles et femelles pouvant avoir plusieurs partenaires durant la saison des amours. Les mâles se reproduisent tous les ans alors que les femelles ne le font qu'une année sur deux. La copulation peut durer de quelques minutes à quelques heures.
La maturité sexuelle est atteinte à partir d'environ 54 cm pour les femelles (sans la queue) et environ 51 cm (idem) pour les mâles. La saison de reproduction a lieu de fin mai à mi-août, durant la mousson. Les femelles donnent naissance à 1 à 6 petits vivants, en général de 4 à 6. Les femelles ne s'occupent pas des petits après leur naissance.

### Venin
Bien que ce serpent produise relativement peu de venin il est considéré comme étant excessivement toxique. Il contient principalement des toxines neurotoxiques, ainsi qu'un composé similaire à la crotamine (en) qui est une myotoxine générant des nécroses des muscles
Sa production de venin est estimée entre 6,4 et 11 mg. Sa DL50 est évaluée à 0,21 mg en injection sous-cutanée, à 0,056 mg en injection intraveineuse et à 0,07 mg en injection intrapéritonéale.
Il y a peu d'information sur les symptômes d'une morsure de ce serpent chez l'homme car elles sont rares. Les quelques cas documentés font état de gonflements mais de quasiment aucun effets cliniques, probablement de par la faible quantité de venin produite ainsi que la faible taille des crochets à venin. Toutefois une envenimation sur un enfant ou une petite personne pourrait être grave,.

## Taxinomie
Cette espèce a été décrite en 1859 par le naturaliste américain Robert Kennicott.
Hoser a proposé en 2009 la création du genre Matteoea pour y classer certains Crotalus (et Sistrurus) mais ces modifications n'ont pas été suivies par les herpétologistes.

## Menaces
Cette espèce est classée comme « Préoccupation mineure » (LC) sur la liste rouge de l'UICN. Sa population est assez nombreuses et répartie, et semble stable, elle n'est donc pas considérée comme étant en danger.
La prédation sur cette espèce est peu connue mais inclut certainement des faucons, aigles, coyotes et d'autres serpents ophiophages.

### Publication originale
- Kennicott, 1859 in Baird, 1859 : Reptiles of the boundary, with notes by the naturalists of the survey, In Report of the United States and Mexican Boundary Survey, Under the Order of Lieut. Col. W.H. Emory, Major First Cavalry, and United States Commissioner, vol. 2, n. 2, Department of the Interior, Washington, D.C., p. 1-35.